# Aranyvakondfélék
Az aranyvakondfélék (Chrysochloridae) az emlősök (Mammalia) osztályába és a Afrosoricida rendjének egy családja.
A hagyományos rendszerbesorolások még a rovarevők (Insectivora) rendjébe sorolják.

## Rendszerezés
A család az alábbi alcsaládokat, nemeket és fajokat foglalja magában.

### Amblysominae
Az Amblysominae alcsaládba 3 nem és 10 faj tartozik
- Amblysomus (Pomel, 1848) – 5 faj
  - Fynbos aranyvakond (Amblysomus corriae)
  - Hottentota aranyvakond (Amblysomus hottentotus)
  - Marley-aranyvakond (Amblysomus marleyi)
  - Nagy aranyvakond (Amblysomus robustus)
  - Felföldi aranyvakond (Amblysomus septentrionalis)

- Calcochloris (Mivart, 1867) – 3 faj
  - Sárga aranyvakond (Calcochloris obtusirostris)
  - Kongói aranyvakond (Calcochloris leucorhinus)
  - Szomáli aranyvakond (Calcochloris tytonis)

- Neamblysomus (Roberts, 1924) – 2 faj
  - Gunning-aranyvakond (Neamblysomus gunningi)
  - Julianna aranyvakond (Neamblysomus julianae)

### Chrysochlorinae
A Chrysochlorinae alcsaládba 6 nem és 11 faj tartozik 
- Carpitalpa (Lundholm, 1955) – 1 faj
  - Arend-aranyvakond (Carpitalpa arendsi)

- Chlorotalpa (Roberts, 1924) – 2 faj
  - Duthie-aranyvakond (Chlorotalpa duthieae)
  - Sclater-aranyvakond (Chlorotalpa sclateri)

- Chrysochloris (Lacépède, 1799) – 3 faj
  - Fokföldi aranyvakond (Chrysochloris asiatica)
  - Visagie-aranyvakond (Chrysochloris visagiei)
  - Stuhlmann-aranyvakond (Chrysochloris stuhlmanni)

- Chrysospalax Gill, 1883 – 2 faj
  - Óriás aranyvakond (Chrysospalax trevelyani)
  - Borzasszőrű aranyvakond (Chrysospalax villosus)

- Cryptochloris (Shortridge & Carter, 1938) – 2 faj
  - De Winton-aranyvakond (Cryptochloris wintoni)
  - Van Zyl-aranyvakond (Cryptochloris zyli)

- Eremitalpa (Roberts, 1924) – 1 faj
  - Grant-aranyvakond (Eremitalpa granti)